# Kanton Conches-en-Ouche
Conches-en-Ouche is een kanton van het Franse departement Eure. Het kanton maakt deel uit van de arrondissementen Évreux (30) en Bernay (1).

## Gemeenten
Het kanton Conches-en-Ouche omvatte tot 2014 de volgende 25 gemeenten:
- Beaubray
- La Bonneville-sur-Iton
- Burey
- Champ-Dolent
- Collandres-Quincarnon
- Conches-en-Ouche (hoofdplaats)
- La Croisille
- Émanville
- Faverolles-la-Campagne
- Ferrières-Haut-Clocher
- La Ferrière-sur-Risle
- Le Fidelaire
- Le Fresne
- Gaudreville-la-Rivière
- Glisolles
- Louversey
- Le Mesnil-Hardray
- Nagel-Séez-Mesnil
- Nogent-le-Sec
- Ormes
- Orvaux
- Portes
- Saint-Élier
- Sainte-Marthe
- Sébécourt

Door de herindeling van de kantons bij decreet van 25 februari 2014 zijn dat vanaf 22 maart 2015 31 gemeenten.
Op 1 januari 2018 werden de gemeenten Le Fresne, Le Mesnil-Hardray en Orvaux saamengevoegd tot de fusiegemeente Le Val-Doré.
Sindsdien omvat het kanton volgende 29 gemeenten : 
- Aulnay-sur-Iton
- Beaubray
- La Bonneville-sur-Iton
- Burey
- Caugé
- Champ-Dolent
- Claville
- Collandres-Quincarnon
- Conches-en-Ouche
- La Croisille
- Faverolles-la-Campagne
- Ferrières-Haut-Clocher
- La Ferrière-sur-Risle
- Le Fidelaire
- Gaudreville-la-Rivière
- Gauville-la-Campagne
- Glisolles
- Louversey
- Nagel-Séez-Mesnil
- Nogent-le-Sec
- Ormes
- Parville
- Portes
- Saint-Élier
- Sainte-Marthe
- Sébécourt
- Tilleul-Dame-Agnès
- Le Val-Doré
- Les Ventes